# أندي تانر
أندي تانر (بالإنجليزية: Andy Tanner)‏ هو لاعب كرة قدم أمريكية أمريكي، ولد في 16 مايو 1988 في روكوول في الولايات المتحدة.

## وصلات خارجية
- أندي تانر على موقع مرجع كرة القدم المحترفة.كوم (الإنجليزية)